# Château de Bracht
Le château de Bracht (en allemand : Schloss Bracht ) est un château situé dans le village belge de Bracht, dans la commune de Burg-Reuland, construit entre 1782 et 1785.

## Historique
Le château de Brachter est situé au centre du village et est construit sur ordre de Georg Friedrich August Ferrand von Montigny (1705–1790). Au XIXe siècle, la famille von Montigny quitte l'Eifel et cède le château. Le nouveau propriétaire est un ancêtre des propriétaires actuels, la famille Hilar Kaut. Les armoiries de la famille von Montigny, sur lesquelles figurent des épées et un lion bondissant, sont encore visibles à l'arrière du bâtiment.

## Bâtiment
Le château se compose de bâtiments agricoles et d'un manoir. Le manoir possède un perron du côté de la cour intérieure, où l'année 1884 est gravée. Sur une cheminée en fonte, on peut également voir l'année 1780, à côté des armoiries de von Montigny. Dans la partie centrale de l'étage supérieur se trouve une chapelle domestique avec une décoration de pilastres et un revêtement en stuc.
Le château de Bracht se compose de bâtiments agricoles et d'un manoir. Le manoir possède un perron du côté de la cour intérieure, où l'année 1884 est gravée. Dans la partie centrale de l'étage supérieur se trouve une chapelle domestique avec une décoration de pilastres et un revêtement en stuc.

## Anecdote
- Le château a été le lieu de tournage du film Winterspelt en 1977.